# 영일군 갑
영일군 갑은 대한민국의 옛 국회의원 선거구이다. 당시 경상북도 영일군의 일부 지역을 관할했다.

## 역사
제헌 국회의원 선거를 앞두고 영일군의 일부 지역을 관할하는 선거구로 신설되었다.
1949년 8월, 영일군 포항읍이 포항부로 승격되었으며 이내 포항부는 포항시로 개칭되었다. 이에 제2대 국회의원 선거를 앞두고 포항시 선거구가 분리되었다.
제6대 국회의원 선거를 앞두고 포항시 선거구, 영일군 을 선거구, 울릉군 선거구와 통합되며 포항시·영일군·울릉군 선거구를 이루게 됨에 따라 폐지되었다.

## 역대 국회의원
| 선거   | 정당 | 정당   | 의원   |
| ------ | ---- | ------ | ------ |
| 1948년 |      | 무소속 | 박순석 |
| 1950년 |      | 무소속 | 최원수 |
| 1954년 |      | 자유당 | 박순석 |
| 1958년 |      | 자유당 | 박순석 |
| 1960년 |      | 민주당 | 최태능 |

## 역대 선거 결과

### 대한민국 제헌 국회의원 선거
|  | 27.21% |

|  | 23.66% |

|  | 21.30% |

|  | 15.25% |

|  | 12.55% |

|  | 0% |

### 대한민국 제2대 국회의원 선거
|  | 22.78% |

|  | 17.96% |

|  | 17.77% |

|  | 12.74% |

|  | 12.43% |

|  | 5.96% |

|  | 5.88% |

|  | 4.44% |

### 대한민국 제3대 국회의원 선거
|  | 54.12% |

|  | 19.87% |

|  | 15.22% |

|  | 8.83% |

|  | 1.31% |

|  | 0.62% |

### 대한민국 제4대 국회의원 선거
|  | 69.33% |

|  | 16.24% |

|  | 14.42% |

### 대한민국 제5대 국회의원 선거
|  | 37.50% |

|  | 17.71% |

|  | 16.84% |

|  | 14.46% |

|  | 7.90% |

|  | 5.56% |